# Рональд Голіаш
Жозе Рональд Голіаш (порт. Ronald Golias; 4 травня 1929, Сан-Карлус — 27 вересня 2005, Сан-Паулу) — бразильський комік і кіноактор.

## Біографія
Жозе Рональд Голіаш народився в бразильському місті Сан-Карлус, штату Сан-Паулу. Перед тим як стати кіноактором змінив безліч професій, був, серед іншого, помічником кравця і страховим агентом. У середині 1950-х років на нього звернув увагу відомий бразильський гуморист Мануель Нобрега (порт. Manuel de Nóbrega), який найняв його для роботи коміком на телебаченні й радіо. Перша роль Голіаша — Пасифіко (порт. Pacífico) в ТВ-шоу «A Praça da Alegria». З початку 1990-х років він грав у відновленій версії цього шоу «A Praça é Nossa», де виконував ту ж саму роль Пасифіко, а також іноді інші ролі. Голіаш помер 27 вересня 2005 року в шпиталі «Сан-Луїш» у Сан-Паулу.

## Фільмографія
- 1969 — Golias contra o Homem das Bolinhas
- 1968 — Agnaldo, Perigo à Vista
- 1963 — O Homem que Roubou a Copa do Mundo
- 1962 — Os Cosmonautas
- 1961 — O Dono da Bola
- 1961 — Os Três Cangaceiros
- 1960 — Tudo Legal
- 1958 — Vou Te Contá...
- 1957-1967 — Um Marido Barra-Limpa